# Aster nigrocinctus
Aster nigrocinctus là một loài thực vật có hoa trong họ Cúc. Loài này được Ling mô tả khoa học đầu tiên năm 1934.